# Rondibilis robusta
Rondibilis robusta är en skalbaggsart som först beskrevs av Maurice Pic 1925.  Rondibilis robusta ingår i släktet Rondibilis och familjen långhorningar. Inga underarter finns listade i Catalogue of Life.